# جيمس إس. ماركوس
جيمس إس. ماركوس (بالإنجليزية: James S. Marcus)‏ هو مصرفي الاستثمار ‏ أمريكي، ولد في 15 ديسمبر 1929، وتوفي في 5 يوليو 2015.